# 유태흥
유태흥(兪泰興, 1919년 11월 28일~2005년 1월 17일)은 대한민국의 법조인으로, 제8대 대법원장이다. 본관은 창원이다.
경복고등학교에 이어 1944년 일본 간사이대학 전문부 법학과를 졸업하고 1948년 제2회 조선변호사시험(辯護士試驗)에 합격하였다. 군 법무관을 마치고 서울지방법원과 서울고등법원 등에서 부장판사를 지냈으며 서울형사지방법원장, 서울고등법원장을 역임했다. 
서울형사지법 수석부장판사로 재직하던 1971년에 사법파동이 일어났는데 검사가 청구한 영장을 기각하고 판사들을 대표해 성명서를 낭독하여 법원 상층부와 정치권에 판사들의 개혁 의지를 전달하였다. 서울형사지방법원에서 법원장으로 재직하던 1973년부터 10년간 비서관으로 지낸 사람이 사고를 일으키자 비서실장을 제외한 나머지 2명의 비서관을 모두 정리하면서 비서실장을 제외한 수행비서를 없앴다. 1976년에 대법원 판사로 임명되었다. 대법원 판사 재직중에 1980년 김재규 전 중앙정보부장 사건에서 주심 판사를 맡아서 내란목적 살인 혐의 인정 여부와 관련해 다수의견에 서서 상고를 기각하면서 사형을 선고한 원심을 확정했다. 이후 1981년 대법원장 자리에 올랐다. 1985년 법관 인사의 난맥상을 비판하는 글을 한 법조신문에 기고한 판사를 좌천시켜 2차 사법파동을 초래했으며, 이로 인해 대법원장에 대하여 최초로 탄핵발의를 당하는 수모를 겪었지만 대법원장으로서는 역대 최초로 임기 만료로 퇴임했다.
2005년 1월 17일 한강에 신병을 비관하여 투신한 것으로 알려졌다.